# Sidney Henry
Sidney Henry (* 21. April 1935 in Dallas, Texas) ist ein ehemaliger US-amerikanischer Gewichtheber.

## Werdegang
Der Texaner begann seine Laufbahn als Gewichtheber beim YMCA-Sportklub in Dallas Mitte der 1950er Jahre. Im Jugend- und Juniorenbereich kam er nicht über mittelmäßige Ergebnisse hinaus. Erstmals machte er 1958 auf sich aufmerksam, als er bei einer regionalen Veranstaltung im Mittelschwergewicht (damals bis 90 kg Körpergewicht), im olympischen Dreikampf 422,5 kg erzielte und damit in den erweiterten Kreis der amerikanischen Spitzenheber vorstieß. Bei den YMCA-Meisterschaften 1958 und den USA-Meisterschaften 1959 schaffte er aber jeweils keinen gültigen Versuch im Stoßen und kam so nicht in die Wertung. Ab 1961, nachdem er in das Schwergewicht gewechselt war und für die Preston Lions startete, kam er bei USA-Meisterschaften, den Panamerikanischen Spielen und bei Weltmeisterschaften zu einigen sehr guten Ergebnissen. Den Sprung zu den Olympischen Spielen 1964 verbauten ihm aber Norbert Schemansky und Gary Gubner.
2009 wurde Henry in die Texas Weightlifting Hall of Fame aufgenommen.

## Internationale Erfolge
(WM = Weltmeisterschaft, S = Schwergewicht)
- 1961, 5. Platz, WM in Wien, S, mit 452,5 kg, hinter Juri Wlassow, Sowjetunion, 525 kg, Richard Zirk, Vereinigte Staaten, 475 kg, Eino Mäkinen, Finnland, 362,5 kg und Károly Ecser, Ungarn, 455 kg;
- 1963, 1. Platz, Panamerikanische Spiele in São Paulo, S, mit 465 kg vor Brandon Baney, Trinidad und Tobago, 442,5 kg und Eduardo Adriana, Curaçao, 435 kg;
- 1964, 4. Platz, WM in Stockholm, S, mit 517,5 kg, hinter Wlassow, 537,5 kg, Schemansky, 537,5 kg und Leonid Schabotinski, UdSSR, 527,5 kg

## USA-Meisterschaften
- 1957, 2. Platz, Ms, mit 422,5 kg, hinter Norbert Schemansky, 447,5 kg und vor Stanley Stanczyk, 420 kg;
- 1961, 2. Platz, S, mit 472,5 kg, hinter James Bradford, 480 kg;
- 1962, 2. Platz, S, mit 485 kg, hinter Schemansky, 517,5 kg und vor Lee Philipps, 480 kg;
- 1963, 1. Platz, S, mit 510 kg, vor Schemansky, 507,5 kg und Martin Weckstein, 430 kg;
- 1964, 2. Platz, S, mit 462,5 kg, hinter Schemansky, 522,5 kg und vor Tommy Suggs, 455 kg